# Groveport

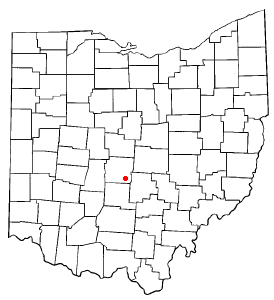
Groveport na planie stanu Ohio

Groveport – miasto w Stanach Zjednoczonych, w stanie Ohio. Miejscowość istnieje oficjalnie od roku 1847. Aktualnie (2014) burmistrzem jest Lance Westcamp. 
Liczba mieszkańców w 2010 roku wynosiła 5 363, a w roku 2012 wynosiła 5 540.